# Somlószőlős
Somlószőlős és un municipi hongarès de la província de Veszprém. El 2015 tenia 671 habitants.